# كريس بيترسن (ممثل)
كريس بيترسن (بالإنجليزية: Chris Petersen)‏ هو ممثل أمريكي، ولد في 18 أغسطس 1963 في لوس أنجلوس في الولايات المتحدة.

## وصلات خارجية
- كريس بيترسن على موقع IMDb (الإنجليزية)
- كريس بيترسن على موقع أول موفي (الإنجليزية)
- كريس بيترسن على موقع قاعدة بيانات الفيلم (الإنجليزية)